# 溪

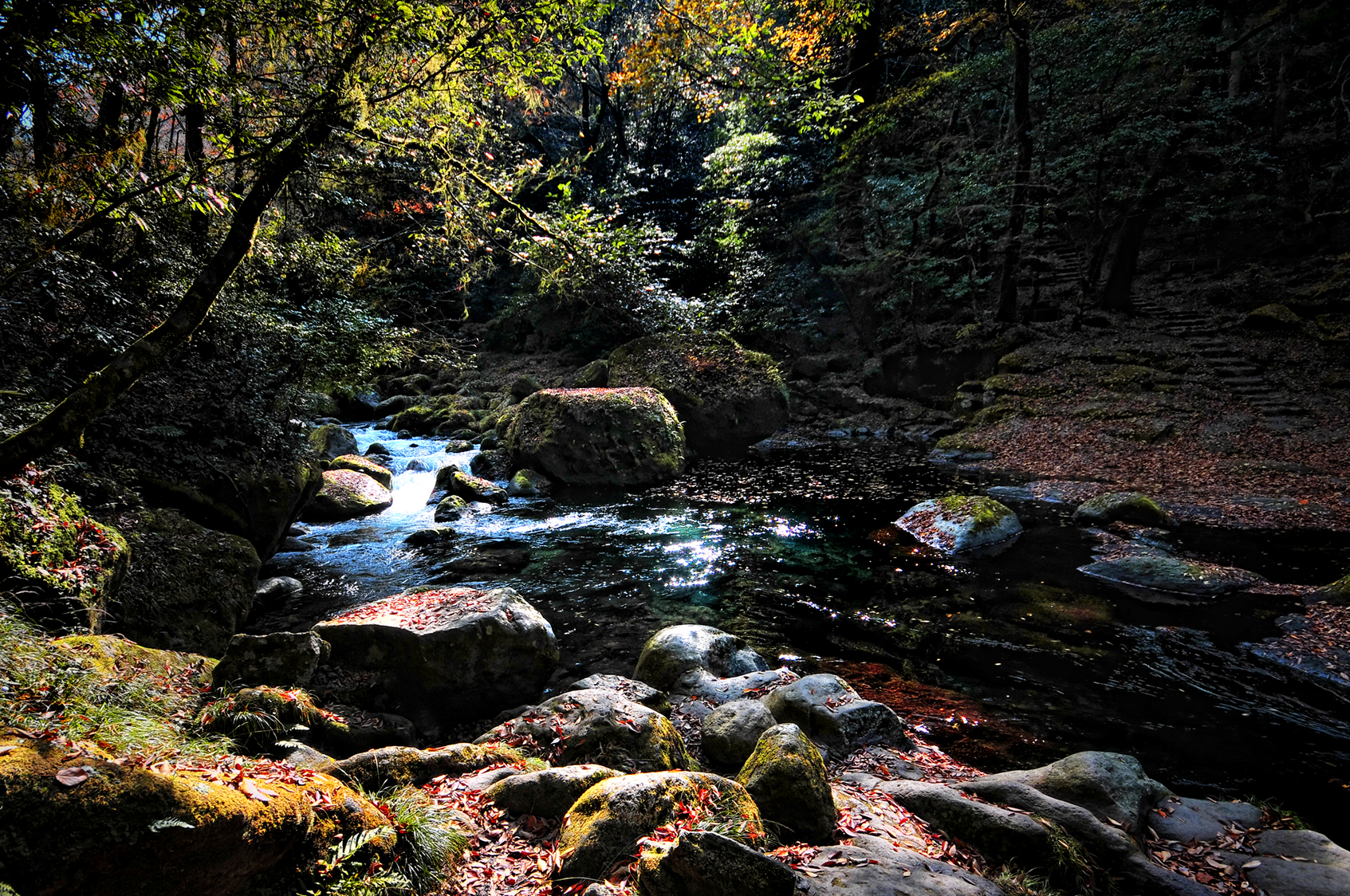
日本熊本縣溪流

溪流（简称溪）是相對较窄的流动地表水，在山谷之中汇集而成的溪流也称涧。一般来说窄于5（16英尺）的流水称为溪，宽于5米的称为河，但根据所在地和水文特点可能会有多种不同的地域性名称。溪流通常是位于山谷和丘陵地区的淡水水体，构成了河流的源头和上游支流（虽然有些也可能直接流入湖泊和海洋，甚至进入沉洞成为伏流），既是水循环中的重要一环，也是地下水回补的重要渠道。
溪流的特点是流量较小、水深较浅、流速变化多端而且随着降水量变化可能会在不同季节有枯水期，因为水流的冲刷力较低所以底床通常不平坦且时常遍布砾石。溪水中悬浊的沉积物也较少，溶氧量根据水温、湍流和层流的比例以及水生植物的多少也会有变化，但通常水氧含量会高于流速更平缓的河流和湖泊。溪流为淡水鱼类、两栖动物、昆虫等水生和半水生动物提供了生态环境和迁徙走廊，毗邻溪流的河岸带也具备连接碎片化的栖息地、保护生物多样性的重要生态价值。

## 源头

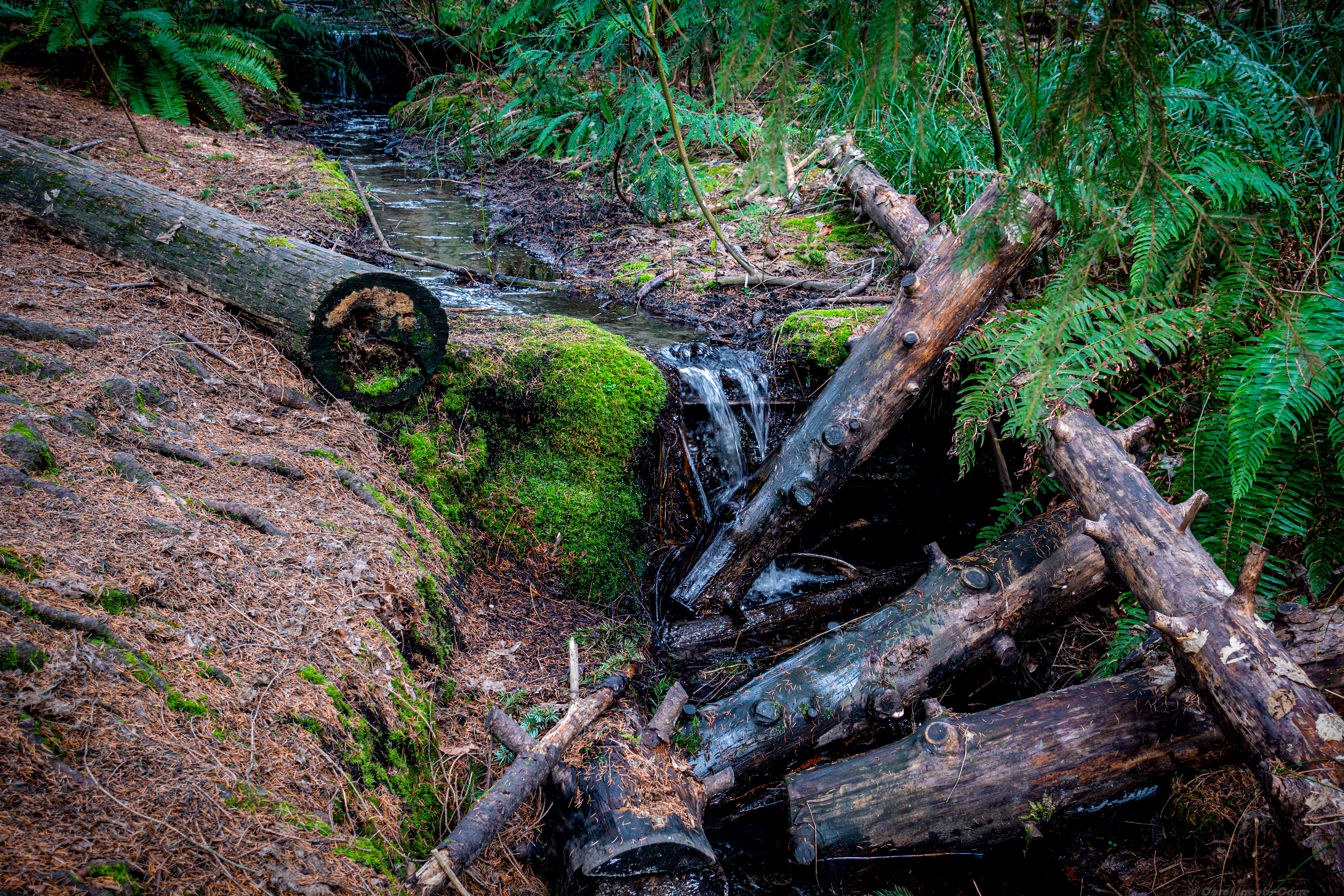
溪流是由无数微小的径流汇合而成

溪流的水源来自于降水（比如降雨、降雪或冰雹）、融水（冰川或积雪）或涌出地表的地下水（泉水）在重力作用下沿着地形汇集形成的地表径流。在水循环中，土壤或水体中的水分通过蒸发或通过植物的蒸腾作用进入大气，然后在海陆风的作用下进入内陆，当遇到增高的地形（比如山峰）后因为绝热膨胀导致气压和气温锐减，如果降到露点以下就会在迎风面的山坡顶部产生大量降水。这些降水中的一部分渗透到土壤中成为地下水，一部分暂时以固态水的形式保存在山顶的雪线以上（随着季节和温度变化可能会被融化释放出来），其它部分顺着地形向低处流动形成径流，有足够体积的径流相互汇集后可以冲刷土壤并侵蚀出较浅的凹沟——即细流（rill），而细流进一步汇集成为较有规模的连续水流后就成为溪流。有一些溪流的源头则是汛期从池塘或湖泊边缘漫出的外流水。

## 间歇性和永久性溪流

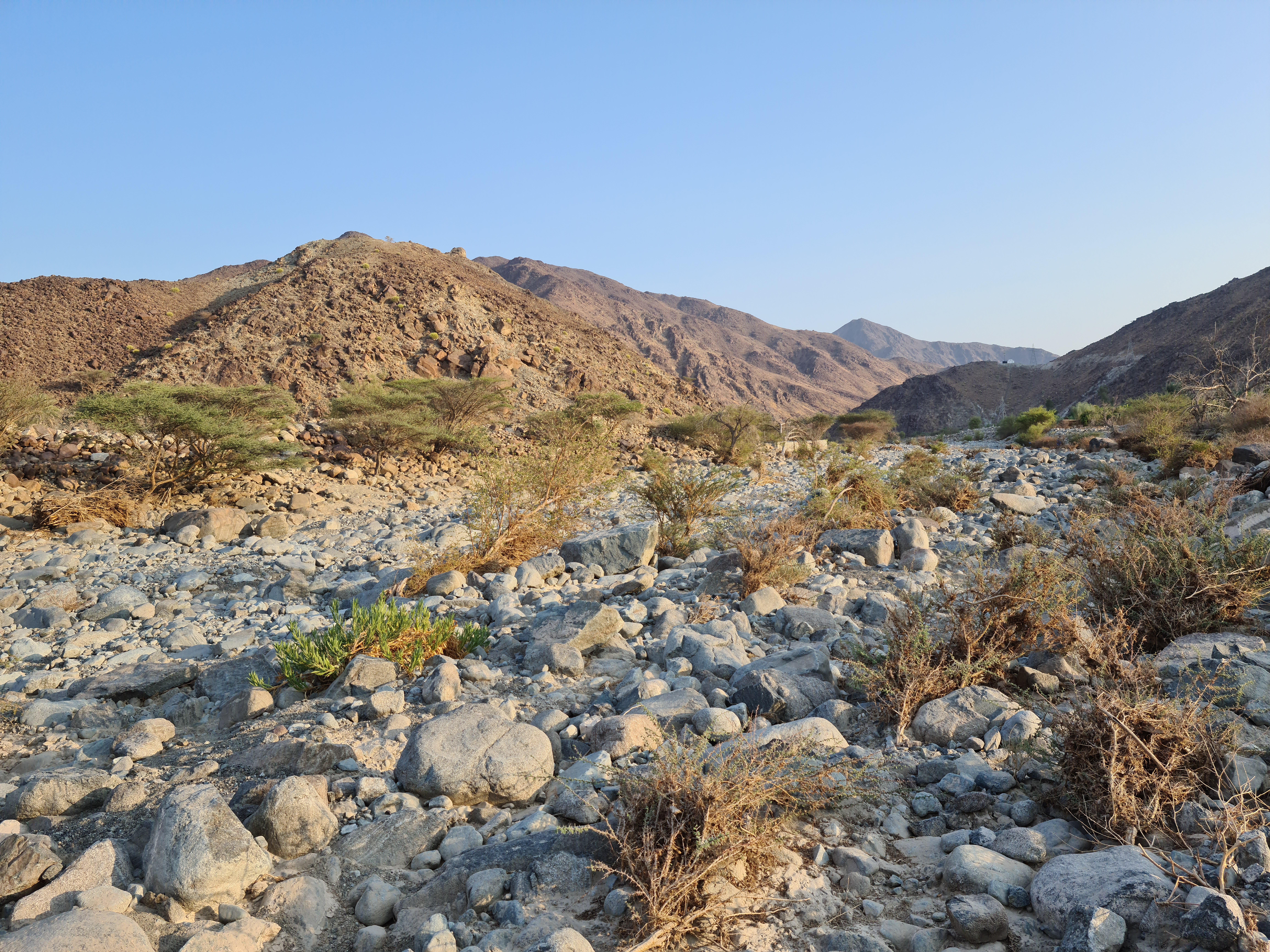
枯水期断流的溪床

间歇性溪流的缺少足够的上游降水和融水补充，但有明显成形的水道。间歇性溪流的底床通常在地下水位以下，在流入的地表水不够时能从含水层中获得一些补充，因此除非在足够干燥的旱季，间歇性溪流通常还是有足够的溪流来保障水流完整。